# Мировая серия покера Европа
Мировая серия покера Европа (англ.  — World Series of Poker Europe, WSOPE) — первая экспансия турниров под брендом Мировой серии покера за пределы США. С 1970 года браслеты за победу в турнирах Мировой серии ежегодно вручаются в Лас-Вегасе. В 2007 году браслет WSOP впервые был вручен победителю турнира в другом месте.

## История
В 2004 году компания Harrah’s Entertainment, владелец прав на лейбл WSOP, приобрела компанию London Club International. Тогда же было принято решение о продвижении бренда WSOP на европейский рынок. Европейские казино имеют значительные отличия от американских, поэтому комиссар WSOP Джеффри Поллак заявил, что «у европейских турниров будет свой уникальный стиль».
Несмотря на то, что европейский рынок весьма насыщен различными турнирами, организаторы выразили мнение, что бренд WSOP и признание браслетов серии в качестве одной из престижных наград, помогут новой серии турниров быстро завоевать авторитет и внимание игроков и зрителей.
Однако, в компании Harrah’s не уповают только на бренд WSOP. 5 июля 2007 года было объявлено о союзе с компанией «Betfair», одной из крупнейших на рынке азартных игр в онлайн, базирующейся в Великобритании. Репутация «Betfair» должна была помочь в продвижении WSOPE.
В 2007 году в США ужесточились законы, регулирующие игру на деньги в онлайн. Это привело к отмене квалификационных турниров к WSOP в онлайн. WSOPE не попадает под эти ограничения. Британские законы позволили привлечь к игре более молодых игроков, чем разрешено в США. Один из этих игроков, 18-летняя Аннетт Обрестад из Норвегии и стала победителем первого главного турнира WSOPE.

## Главный турнир (WSOPE Main Event)

### Победители
| Год  | Победитель / Выигравшая рука | Сумма призовых победителю (£) | Участников | Второе место / Проигравшая рука |
| ---- | ---------------------------- | ----------------------------- | ---------- | ------------------------------- |
| 2007 | Аннетт Обрестад / 7♥ 7♠      | £1,000,000                    | 362        | Джон Табатабаи / 5♠ 6♦          |
| 2008 | Джон Джуанда / К♠ 6♣         | £868,800                      | 362        | Станислав Алёхин / A♣ 9♠        |
| 2009 | Барри Шульман / 10♠ 10♣      | £801,603                      | 334        | Дэниел Негреану / 4♠ 4♦         |
| 2010 | Джеймс Борд / 10♦ 10♥        | £830,401                      | 346        | Фабрицио Бальдассари / 5♠ 5♥    |
| 2011 | Элио Фокс                    | €1,400,000 (£1,206,577)       | 593        | Крис Мурман / A♥ 7♠             |
| 2012 | Фил Хельмут                  | €1,022,376 (£783,651)         | 420        | Сергей Баранов                  |
| 2013 | Адриан Матеос                | €1,000,000 (£766,500)         | 375        | Фабрис Сулие                    |
| 2015 | Кевин МакФи                  | €883,000 (£676,820)           | 313        | Давид Лопез                     |
| 2017 | Марти Рока де Торрез         | €1,115,207 (£854,806)         | 529        | Джанлуки Сперанза               |
| 2018 | Джэк Синклар                 | €1,122,2397 (£860,196)        | 534        | Ласло Буйтас                    |